# Имиграција
Имиграција је процес досељавања становништва на неки простор, узрокован његовим одређеним, за становништво привлачним факторима, на одређено или неодређено време. Супротно значење има емиграција (појам за одлазак са неког подручја).
Имиграција има економски ефекат на земљу коју напушта и на земљу у коју долази. Истраживања показују економске бенефите нискоквалификованог радника који долази у државу, али у исто време нискоквалификовани радници те државе имају економске губитке.